# الجدل حول 10 أغورات

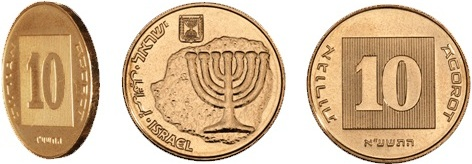
10 أغورات إسرائيلية

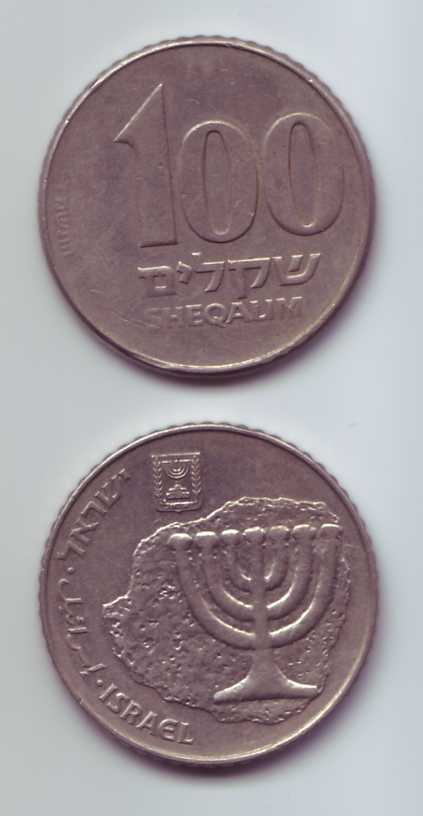
100 شيكل قديمة، من عام 1984

الجدل حول 10 أغورات يشير إلى نظرية المؤامرة التي روج لها رئيس منظمة التحرير الفلسطينية ياسر عرفات في جلسة خاصة لمجلس الأمن الدولي في جنيف في 25 مايو 1990. ادعى عرفات في الجلسة أن وجه العكس (الكتابة) من العملة الإسرائيلية عشرة أغورة أظهر خريطة إسرائيل الكبرى التي تمثل الأهداف التوسعية الصهيونية.
لدعم ادعاءاته اقتبس عرفات ورقة بحثية كتبها جوين رولي من جامعة شفيلد نشرت في جيوجورنال. أثارت الورقة التي كانت بعنوان «تطور وجهات النظر حول حدود مساحة إسرائيل: تقييم موجز» مسألة ما هي الحدود القصوى لأرض الميعاد في نظر الإسرائيليين. كجزء من هذا التحقيق قدم رولي خريطة للشرق الأوسط مع مخطط فرضه على أساس نمط منقوش من عملة 10 أغورة المعاصرة. يرى رولي كما في النص أنه:
انتقد س.م. بيركويتز من قسم الجغرافيا الفيزيائية في الجامعة العبرية في القدس مقالة رولي في ورقة بحثية لاحقة نشرت أيضًا في جيوجورنال. خلص بيركويتز إلى أن الشكل كان قائمًا على عملة قديمة و«لا يوجد بالطبع أي أساس لمطالبة رولي غير الموثقة». ثم رد رولي بأن العملة قد تكون قد اختيرت بسبب شكلها مثل الخريطة. أثارت مزاعم عرفات في جنيف تغطية إعلامية عالمية واسعة النطاق.
يؤكد بنك إسرائيل أن تصميم 10 أغورة تم اختياره لقيمته التاريخية وهو «نسخة طبق الأصل من عملة صادرة عن ماتاثياس أنتيغونوس (40 - 37 قبل الميلاد) مع تفرع للشمعدان المسبع».
قام بالتصميم ناثان كارب لأول مرة على عملة 100 شيكل التي أصدرها بنك إسرائيل في 2 مايو 1984. عندما تم استبدال عملة الشيكل القديمة بالشيكل الجديد في سبتمبر 1985 تم نسخ التصميم إلى عملة 10 أغورة الجديدة التي كانت مساوية لقيمة 100 شيكل. اعتمد هذا التصميم أيضا كرمز لبنك إسرائيل.

## وصلات خارجية
- "10 اغورة". بنك إسرائيل (BOI). مؤرشف من الأصل في 2007-09-29. نسخة طبق الأصل من عملة صادرة عن ماتاثياس أنتيغونوس (37 - 40 قبل الميلاد) مع الشمعدان المسبع. شعار دولة إسرائيل "إسرائيل" بالعبرية والعربية والإنجليزية
- "10 اغورة". سلسلة العملات الحالية. بنك إسرائيل. مؤرشف من الأصل في 2019-10-31. انظر علامة التبويب عملات معدنية وحدد: أغورة وسلسلة شيكل الجديدة وحدد 10 اغورة
- "100". ملاحظات الماضي وسلسلة العملات. بنك إسرائيل. مؤرشف من الأصل في 2019-10-31. انظر علامة التبويب عملات معدنية وحدد: اغورة الجديدة وسلسلة الشيكل واختر 100 شيقليم